# Националсоциалистическа лига
Националсоциалистическа лига (на английски: National Socialist League) е неонацистка политическа партия в САЩ.
Тя е основана от Ръсел Вех в Лос Анджелис, САЩ. Вех финансира партията, като използва печалбите от печатарския си бизнес. Той я финансира и с филмова дистрибуторска компания, специализирана в нацистки пропагандни филми, включително Триумф на волята. Националсоциалистическата лига има структури в различни части на Калифорния.

## История
Партията е основана през 1974 г. от Ръсел Вех и няколко други неонацисти, живеещи в Калифорния. Националсоциалистическата лига е уникална в ограничаването на членството си само за хомосексуалисти. Партията разпределя заявленията за членство, заявявайки „решимостта си да търсят сексуална, социална и политическа свобода“ за арийците.
Преди да изчезне в края на 1980-те години, Националсоциалистическата лига издава вестник NS Kampfruf, по-късно преименуван на NS Mobilizer. Вестника е с типична нацистка реторика, както и рисунки на оскъдно облечени SS войници със свастика, покриваща гениталиите им, за да подчертаят „сексуалното пътуване“.
Националсоциалистическата лига оцелява поне до 1988 г., когато те обвиняват за вируса на СПИН евреите и комунистите.

### Организация в Сан Франциско
Националсоциалистическата лига поставя реклами, идентифициращи себе си като гей нацисти, която включва техния телефонен номер, за прием на нови членове през 1974 и 1975 г. в раздела за класифицирана реклама на гей вестника в Сан Франциско.

### Спор за разпространение на антиеврейски филми
Въпреки че е с ниска популярност, партията провокира спорове през 1983 г., когато се опитва да продаде известния антисемитски филм от 1930 г. Jud Süß (Евреинът Зюс), който е пиратстван от групата.